# Brunnen (Bajorország)
Brunnen település Németországban, azon belül Bajorországban. Lakosainak száma 1790 fő (2023. december 31.).

## Népesség
A település népessége az elmúlt években az alábbi módon változott:
| Lakosok száma | 548  | 1143 | 927  | 1440 | 1606 | 1652 | 1672 | 1672 | 1781 | 1790 |
|               | 1875 | 1950 | 1975 | 1987 | 2012 | 2014 | 2016 | 2017 | 2021 | 2023 |